# Phare de Grindel Point
Le phare de Grindel Point (en anglais : Grindel Point Light) est un phare actif situé à Islesboro, dans le Comté de Waldo (État du Maine).
Il est inscrit au Registre national des lieux historiques depuis le 13 mars 1987 .

## Histoire
Le premier phare a été établi en 1850 et la tour actuelle et la maison du gardien ont été construites en 1874. Le phare marque l'entrée ouest du port de Gilkey, à l'extrémité ouest de l'île du même nom. La lumière a été désactivée en 1934 et réactivée en 1987. La maison du gardien abrite maintenant le Grindle Point Sailor's Museum  et la tour est ouverte aux visites touristiques en été, tous les jours sauf le lundi, du 1er juillet au début septembre.
La ville d'Islesboro occupe une île éponyme dans la baie de Penobscot, sur la côte centrale du Maine. L'île a la forme grossière de deux lobes reliés par un isthme étroit. Le point le plus à l'ouest de l'île, appelé Grindel Point, est situé à la pointe sud. La lumière se trouve près du quai desservant le traversier reliant Islesboro au continent à Lincolnville.
Le phare est relié à la maison du gardien, une structure rectangulaire à ossature de bois avec un toit à deux versants. Juste au nord-ouest de la maison se trouve un hangar à bateaux en bois, et un petit bâtiment à carburant en brique se trouve plus au nord. La station de signalisation fut autorisée par l'United States Navy en 1849 et la première tour et la maison du gardien furent achevées l'année suivante. Ces structures de briques ont été jugées irréparables en 1874 et la gare actuelle a été construite sur les fondations de l’ancienne. Le nom du phare est le nom officiel USCG qui est dérivé du nom du second gardien de phare, Francis Grindle. L'United States Coast Guard prévoyait d’automatiser le feu dès 1923. Après que la résistance du public l’ait retardée, elle a installé un nouveau feu sur une tour en acier située à proximité en 1934. La ville d’Islesboro a acheté le bâtiment et y a établi le musée. Après des pressions publiques considérables, les garde-côtes ont rétabli la lumière en 1987.

## Description
Le phare  est une tour quadrangulaire en brique, avec une galerie et une lanterne octogonale de 12 m de haut. La tour est peinte en blanc et la lanterne est noire. feu isophase Il émet, à une hauteur focale de 12 m, un éclat vert de 0.6 seconde par période de 4 secondes. Sa portée est de 4 milles nautiques (environ 7,5 km).
Il est équipé d'une corne de brume émettant un blast par période de 10 secondes.

## Caractéristiques dufeu maritime
Fréquence : 4 secondes (W)
- Lumière : 0.4 seconde
- Obscurité : 3.6 secondes

Identifiant : ARLHS : USA-356 ; USCG : 1-4405 - Amirauté : J0090 .
|          |
| Le phare |

### Lien connexe
- Liste des phares du Maine